# Manalapan
Manalapan és una població dels Estats Units a l'estat de Florida. Segons el cens del 2000 tenia 321 habitants.

## Demografia
Segons el cens del 2000, Manalapan tenia 321 habitants, 167 habitatges, i 107 famílies. La densitat de població era de 275,4 habitants/km².
Dels 167 habitatges en un 9,6% hi vivien nens de menys de 18 anys, en un 59,9% hi vivien parelles casades, en un 2,4% dones solteres, i en un 35,9% no eren unitats familiars. En el 30,5% dels habitatges hi vivien persones soles el 21% de les quals corresponia a persones de 65 anys o més que vivien soles. El nombre mitjà de persones vivint en cada habitatge era d'1,92 i el nombre mitjà de persones que vivien en cada família era de 2,33.
Per edats la població es repartia de la següent manera: un 7,8% tenia menys de 18 anys, un 2,2% entre 18 i 24, un 13,4% entre 25 i 44, un 35,8% de 45 a 60 i un 40,8% 65 anys o més.
L'edat mediana era de 61 anys. Per cada 100 dones de 18 o més anys hi havia 91 homes.
La renda mediana per habitatge era de 127.819 $ i la renda mediana per família de 117.051 $. Els homes tenien una renda mediana de 0 $ mentre que les dones 36.250 $. La renda per capita de la població era de 143.729 $. Entorn del 3,7% de les famílies i el 5,9% de la població estaven per davall del llindar de pobresa.

## Poblacions properes
El següent diagrama mostra les poblacions més properes.